# Lords of Midnight
Lords of Midnight ist ein Computerspiel des Briten Mike Singleton, das 1984 vom Publisher Beyond Software für damals gängige Heimcomputer veröffentlicht wurde.

## Handlung
Der Spieler muss das Land der Freien vor der Armee des Hexerkönigs Doomdark retten. Dazu schlüpft er in die Rollen von vier Charakteren: Luxor der Mondprinz, sein Sohn Morkin, Corleth der Elf und Rothron der Weise. Es gilt, entweder eine Armee zusammenzustellen und Doomdark zu besiegen oder dessen Mondring zu entwenden. Die erste Möglichkeit stellt dabei den Strategie-Teil des Spiels dar, die letztere den Adventure-Teil.

## Spielprinzip und Technik
Die Mischung aus Adventure und Strategiespiel spielt in einer von J. R. R. Tolkien inspirierten Fantasywelt. Mit knapp 4000 verschiedenen Feldern, angeordnet auf einem Quadratgitter, ist die Spielwelt bemerkenswert groß. Die Grafik zeigt das Geschehen aus der Perspektive der Spielfiguren, von denen es mehrere Dutzende gibt. Abhängig von der Himmelsrichtung, in die eine Spielfigur blickt, wird mittels Billboarding ein Panorama der Spielszene in Blau und Weiß gezeichnet, wobei ein horizontales Sichtfeld von 90 Grad abgedeckt wird. Der Spieler trifft seine Entscheidungen per Tastendruck aus einer Auswahl vorgegebener Handlungsmöglichkeiten. Da die Auswahl recht groß ist, lag der Spielverpackung eine Tastaturschablone bei.

## Produktionsnotizen
Der Spielverpackung lagen eine Landkarte sowie eine 32-seitige Novelle bei, die in die Spielwelt einführte. Der Publisher Beyond Software, der das Spiel in Europa vertrieb, fuhr eine für die Branche ungewöhnliche Marketingkampagne: Die Firma lobte aus, das Spielerlebnis des ersten Käufers, der das Spiel besiegte, als Roman zu veröffentlichen und dem Spieler die Tantiemen zu überlassen.
Der Nachfolger Lords of Midnight 2: Doomdark's Revenge erschien 1985; 1995 veröffentlichte Domark eine DOS-Version. Der geplante Abschluss der Trilogie, The Eye of The Moon, wurde nie veröffentlicht. Lords of Midnight: The Citadel wurde für den PC viel später veröffentlicht, konnte aber nicht an den Erfolg anknüpfen, auch weil sich die Technik seit dem weiterentwickelt hatte. Es existiert eine inoffizielle Portierung des originalen Spiels für Windows durch Chris Wild, basierend auf Quelltext, welcher durch Disassemblierung gewonnen wurde.
An einer modernisierten Version (Remake) von Lords of Midnight für iPhone und iPad wurde in einer Kollaboration durch den ursprünglichen Autor des Spiels, Mike Singleton, und den Autor der Portierungen für Windows, Chris Wild, gearbeitet. Nach dem Tod Singletons am 10. Oktober 2012 wurde bekanntgegeben, dass die neue Version für Blackberry und iOS zur Winter-Sonnenwende 2012 veröffentlicht würde, mit bald folgenden Versionen für Windows und Android. 2020 wurde die kommerzielle Vermarktung des Spiels eingestellt, da die Versionen für mobile Endgeräte nicht mehr sinnvoll an moderne Betriebssystemversionen anpassbar waren und Chris Wild berufliche Veränderungen durchmachte. Die PC-Version wurde daraufhin über die Vertriebsplattform GOG zum kostenlosen Herunterladen bereitgestellt. 

## Rezeption
Die deutsche Happy Computer urteilte, Lords of Midnight sei „das aufwendigste Programmierunternehmen, das für den Spectrum je gewagt wurde“. Es erinnere eher an einen „mystischen Fernsehfilm“ als an ein Adventure. Alleinstellungsmerkmal sei der „epische“ Spielumfang, zudem zeigte sich Redakteur Werner Küstenmacher von der Steuerung und den Packungsbeilagen beeindruckt. In einem weiteren Review für die Happy Computer urteilte Küstenmacher 1985, Lords of Midnight sei auch ein Jahr nach seiner Veröffentlichung „einzigartig und ohne Nachahmer“ und ermögliche „monatelange Wanderungen durch ein riesiges Fantasyland“. Das Magazin Your Computer urteilte 1985, das Spiel sehe auch ein Jahr nach seinem Erscheinen noch „hochmodern“ aus und vergab fünf von fünf Sternen.
Das britische Printmagazin Retro Gamer wertete 2017 retrospektiv, Lords of Midnight sei „technisch brillant und (ein) brillanter Spaß“. Es sei technisch und inhaltlich so weit fortgeschritten, dass es das beliebte Spectrum-Adventure The Hobbit wie ein Listing zum Abtippen aussehen lasse.